# Площадь Собчака
Площадь Собчака́ — площадь в Василеостровском районе Санкт-Петербурга. Расположена между Клубным переулком, 26-й линией Васильевского острова и Дворцом культуры имени С. М. Кирова.

## Наименование
Название получила 17 января 2005 года в память об Анатолии Собчаке (1937—2000) — мэре Санкт-Петербурга (1991—1996).

## История
До XIX века территория современной площади Собчака была частью огромного пустыря — Смоленского поля, доходившего до Смоленского православного кладбища. Поле прославилось, как место совершения казней.
В 1930 году вдоль Большого проспекта был заложен Василеостровский дом культуры. Этому предшествовал всесоюзный конкурс проектов. Первую премию выиграл проект в стиле конструктивизма архитектора Н.А. Троцкого и гражданского инженера С.Н. Казакова. После этого проект изменили коренным образом в сторону черт классицистической монументальности. Первая очередь дома была открыта в 1933 году, окончательно строительство завершилось 1937 году. В 1934 году дому культуры присвоили имя С.М. Кирова.
В 1948-1950 годах перед зданием дворца разбили сквер по проекту архитекторов Е.Ф. Владимировой и В.Д. Кирхоглани. С 1967 года во дворце работал кинотеатр Госфильмофонда «Кинематограф», а в 1990-х годах открылся дом национальных культур.
После постройки Дворца культуры начало благоустраиваться его окружение. Василеостровкий сад, разбитый ещё в 1880-х годах, расширили до Среднего проспекта. В 1968 году к югу от дворца сооружены два павильона.

## Достопримечательности

### Дворец культуры имени С. М. Кирова(Большой проспект Васильевского острова, дом 83)
Дворец культуры имени С. М. Кирова возведён в стиле конструктивизма с элементами неоклассики в 1931—1937 годах по проекту архитекторов Н. А. Троцкого, С. Н. Козака и Е. А. Ильина. В 1934 году присвоено имя С. М. Кирова. В 2021 году началась реставрация Дворца культуры с полной реконструкцией большого зала.

### Сад «Василеостровец» (Большой проспект Васильевского острова, дом 79 /Средний проспект Васильевского острова, дом 84)
Василеостровский сад или Сад «Василеостровец» появился на этом месте в 1887 году. В современных границах, площадью 4,78 га, существует с послевоенных времён. В 2010 году в саду установили памятник художнику Николаю Рериху, выполненный из карельского гранита скульптором В. Зайко по проекту архитектора Ю. Кожина.

### Биржа «Санкт-Петербург»(26-я линия, дом 15 /Клубный переулок, дом 1)
Бизнес-центр «Биржа» или Биржа «Санкт-Петербург». 16-этажное современное здание построено в 2010 году по проекту архитектора Д. В. Ловкачёва.

### Жилой комплекс «Престиж» (26-я линия, дом 15)
Жилой комплекс «Престиж»

### Жилой комплекс «Финансист» (27-я линия, дом 16)
Жилой комплекс «Финансист» построен в 2007—2009 годах по проекту архитектурной мастерской «Евгений Герасимов и партнёры»

### Музей современного искусства «Эрарта» (29-я линия, дом 2 /Детская улица, дом 15)
Музей современного искусства «Эрарта» (Erarta). Монументальное семиэтажное здание в стиле сталинского неоклассицизма построено в 1961 году. Ранее в нём располагался Всероссийский НИИ синтетического каучука имени С. В. Лебедева. С 20 мая 2010 года в здании открылся Музей современного искусства «Эрарта».

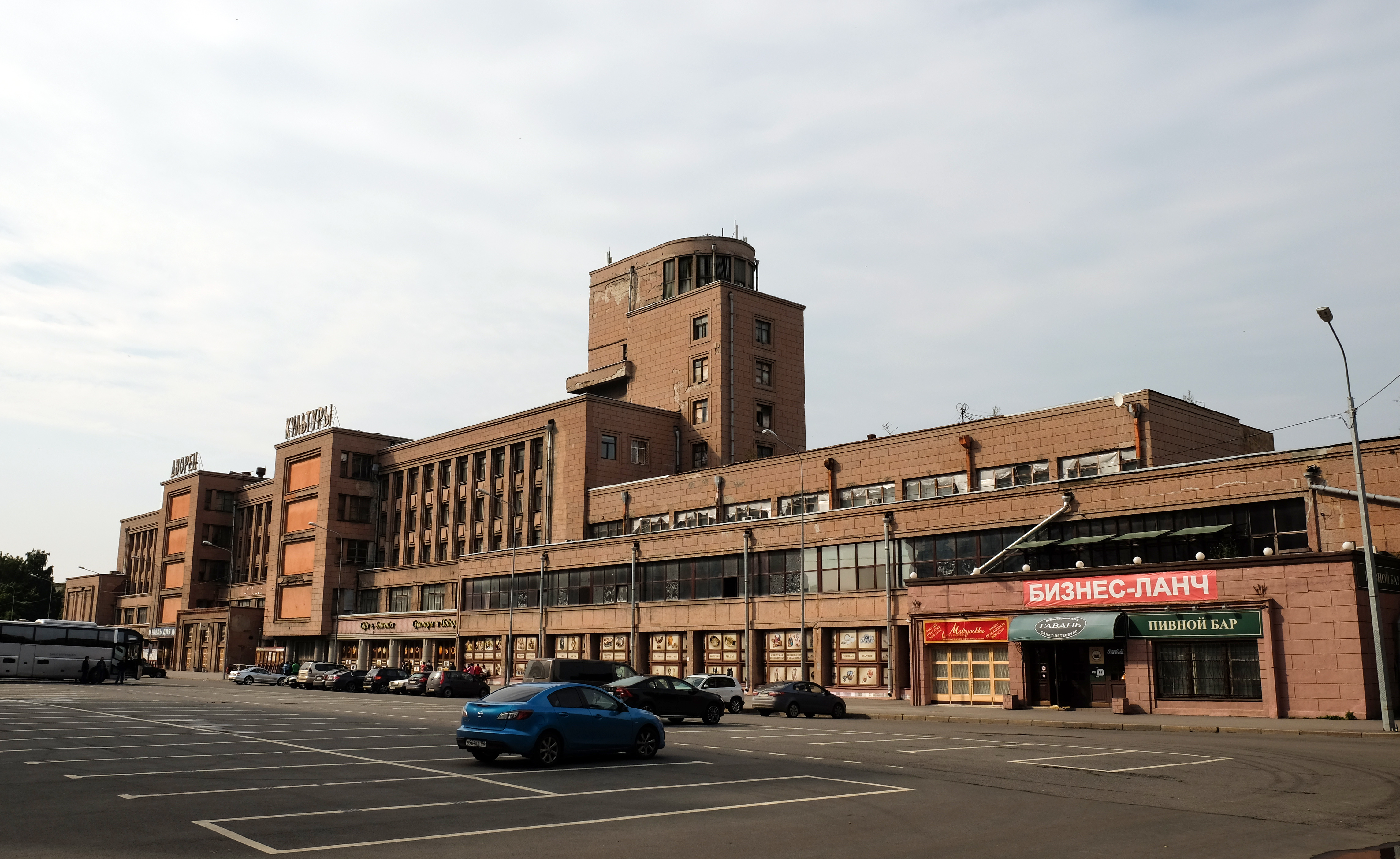
Дворец культуры имени Кирова
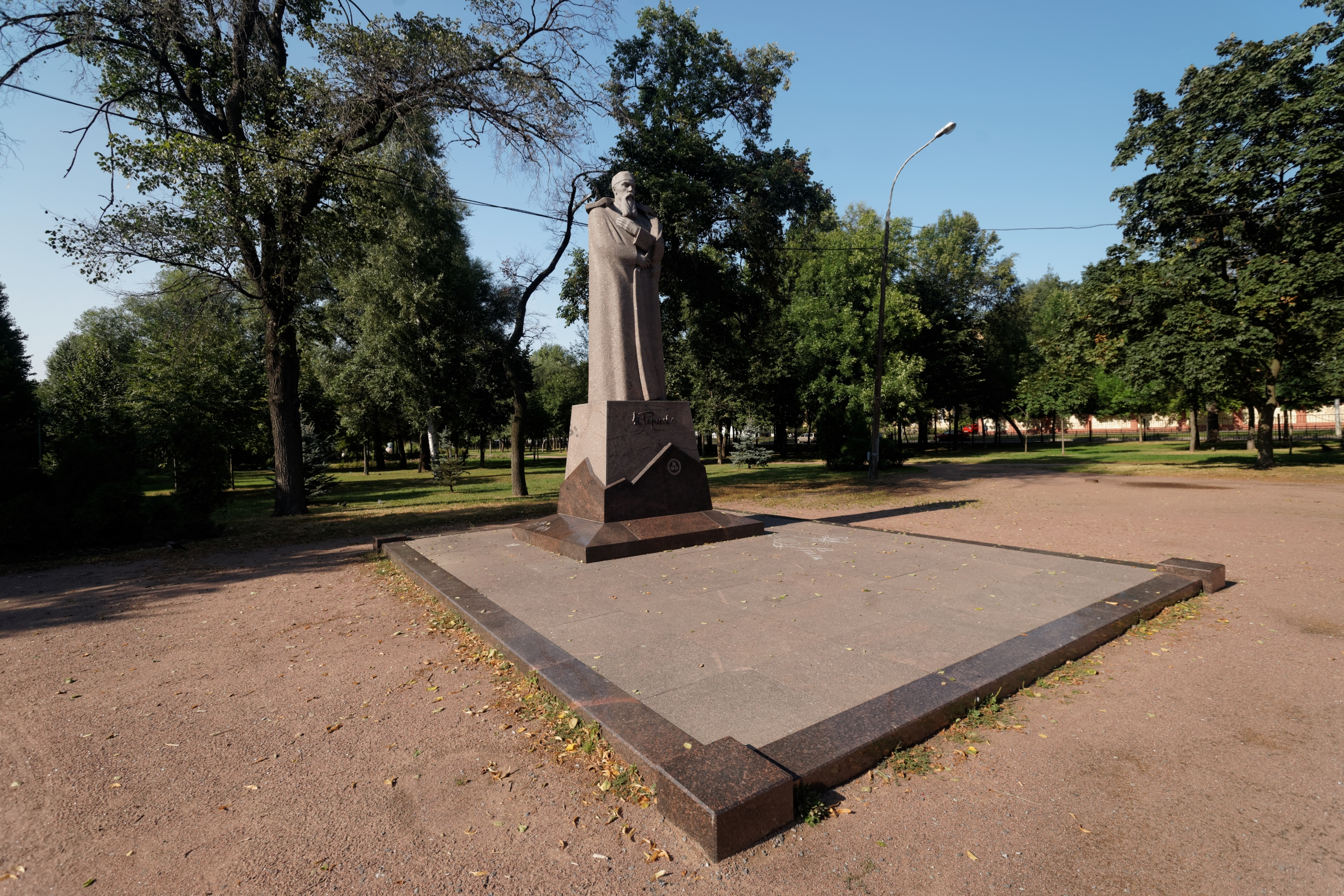
Памятник Николаю Рериху в саду «Василеостровец»
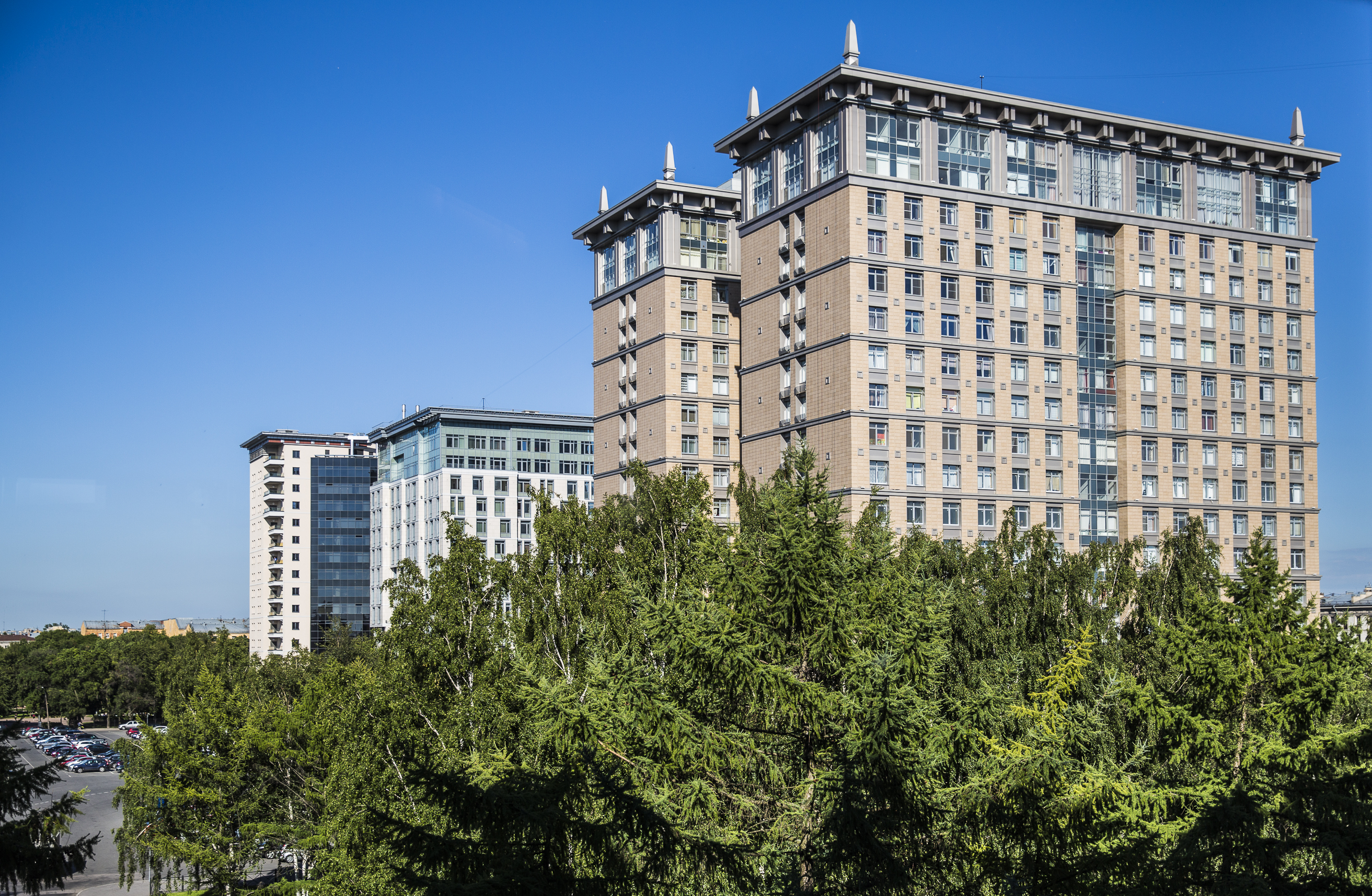
Здания на площади (справа налево): жилой комплекс «Финансист», жилой комплекс «Престиж», биржа «Санкт-Петербург»
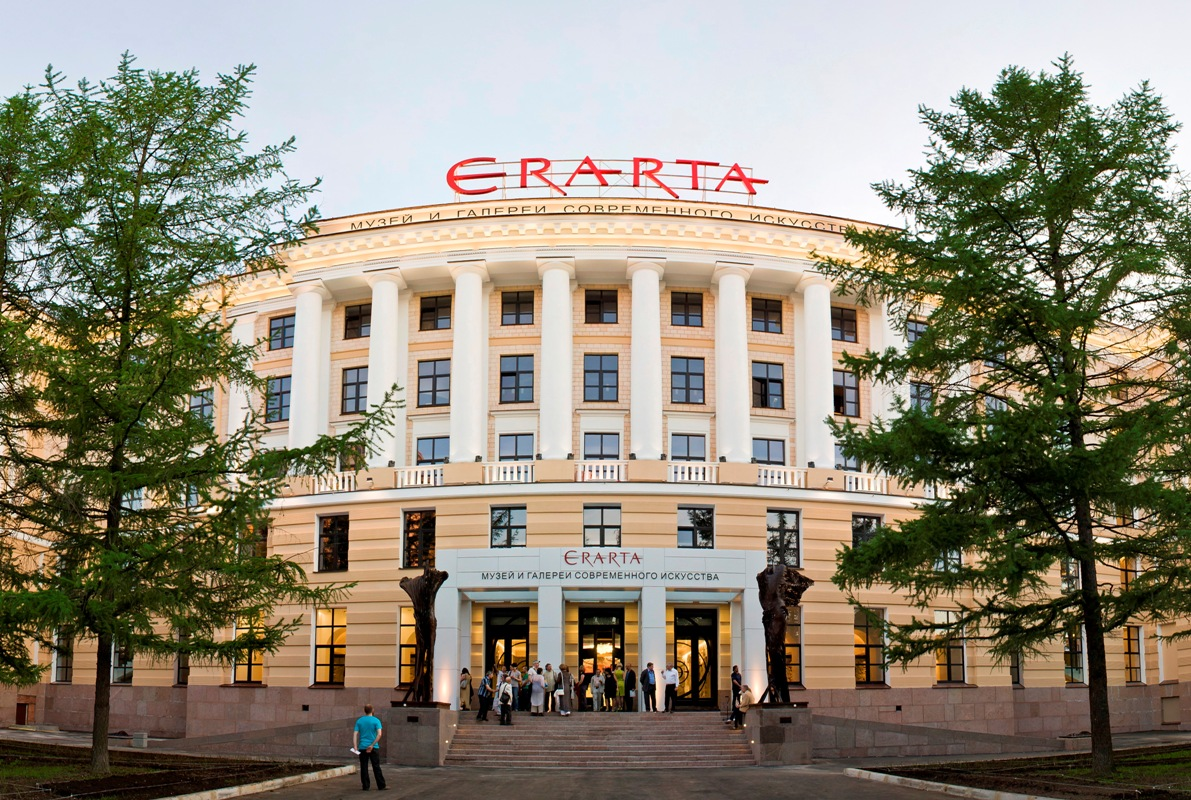
Музей современного искусства «Эрарта»

## Транспорт
Ближайшие к площади Собчака станции метро — «Василеостровская» (около 1,7 км по прямой) и «Приморская» (около 2 км по прямой) 3-й (Невско-Василеостровской) линии. В 2024 году на расстоянии около 350 м по прямой от площади открыта станция «Горный институт» 4-й (Правобережной) линии.